# Замок Куворден
Замок Куворден є національним пам'ятником у місті Куворден у нідерландській провінції Дренте.

## Походження
У своїй найдавнішій формі замок був мотем з дерев'яною вежею, оточеною ровами та дерев'яними стінами. Сюди можна було відступити в разі загрози.

## Історія

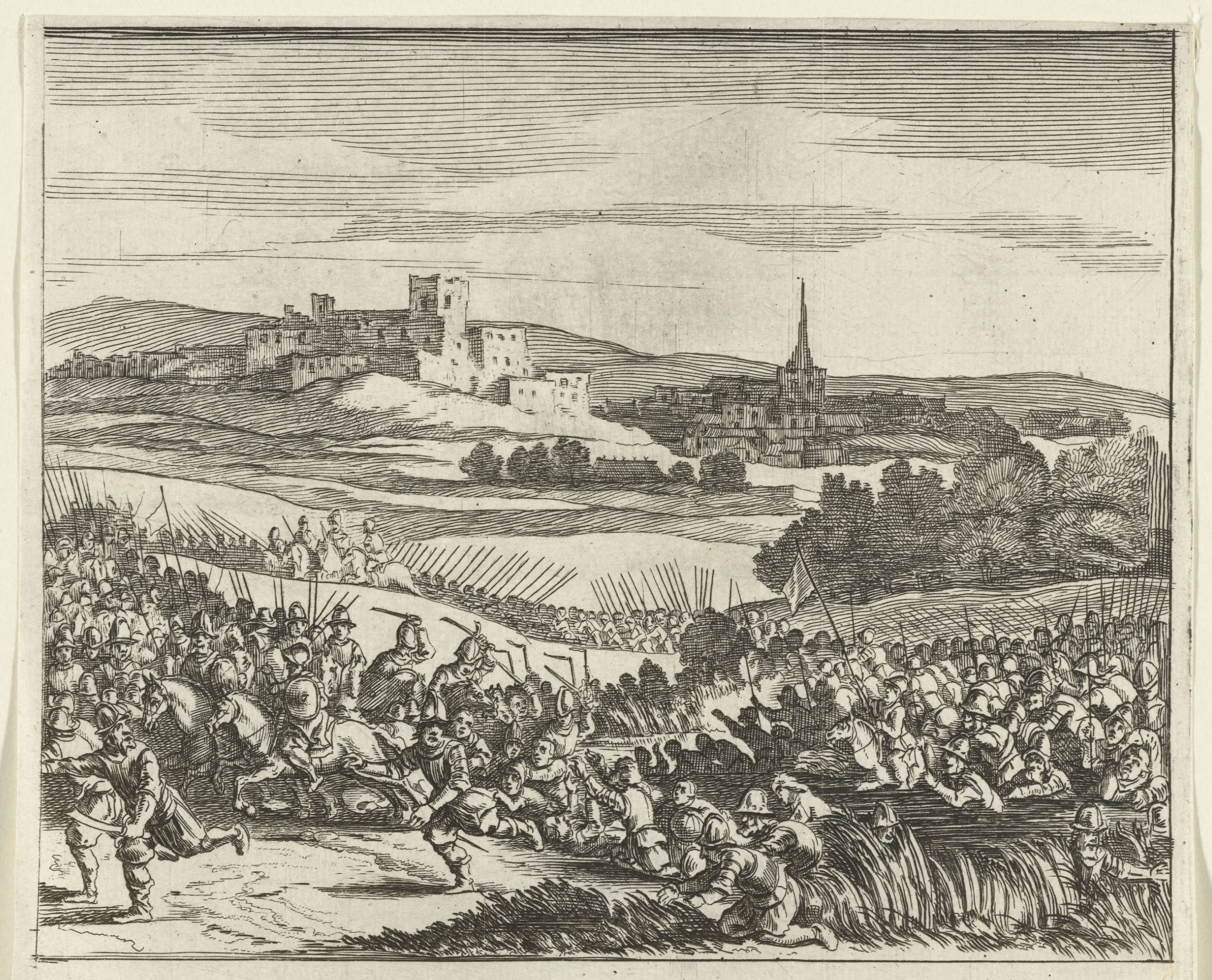
Битва при Ені 1227 р. Офорт анонімної руки (1662—1664)
На задньому плані великий замок середньовіччя

Замок має бурхливу історію. Завдяки своєму розташуванню в болотистій місцевості на транзитних шляхах, особливо між ганзейськими містами Мюнстером і Гронінгеном, а також через прибуткові права мита, фортеця мала велике стратегічне значення. Його власники неодноразово змінювалися, що часто супроводжувалося насильством. Замок використовувався, серед іншого, у битві при Ені в 1227 році та під час облоги Кувордена (1592). Замок кілька разів грабували, руйнували та відбудовували. У 1402 році єпископ Фредерік ван Бланкенхайм перебудував замок.

## Сучасний час
Муніципалітет Куворден придбав замок у 1938 році, після чого в 1968 році почалася реставрація. Червону фарбу зняли під час реставрації у 2010 році. З 1965 року замок має статус пам'ятки національного значення.

## Репліка
Копія замку стояла у канадському Ванкувері. Репліку побудували до 100-річчя Ванкувера та Expo '86. Замок був побудований там на 80 % від його фактичного розміру, як подарунок від людей Кувордена. Куворден має особливий зв'язок із Ванкувером через британського військово-морського офіцера Джорджа Ванкувера, який досліджував західне узбережжя Канади (Британська Колумбія) під керівництвом Джеймса Кука в 1792 році. Він дав своє ім'я острову біля узбережжя, острів Ванкувер. Предки Джорджа Ванкувера походили з Кувордена і називалися Ван Куворден (Van Coevorden). Ван Куворден зрештою було скорочено до Ванкувера через Vancoeverden і Vancoever. Репліку перевезли до тематичного парку Fantasy Gardens у Річмонді. Це передмістя Ванкувера.

## Галерея

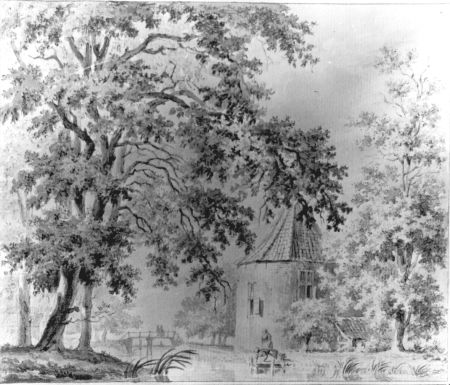
Августійн Клатербос (1754-1822).
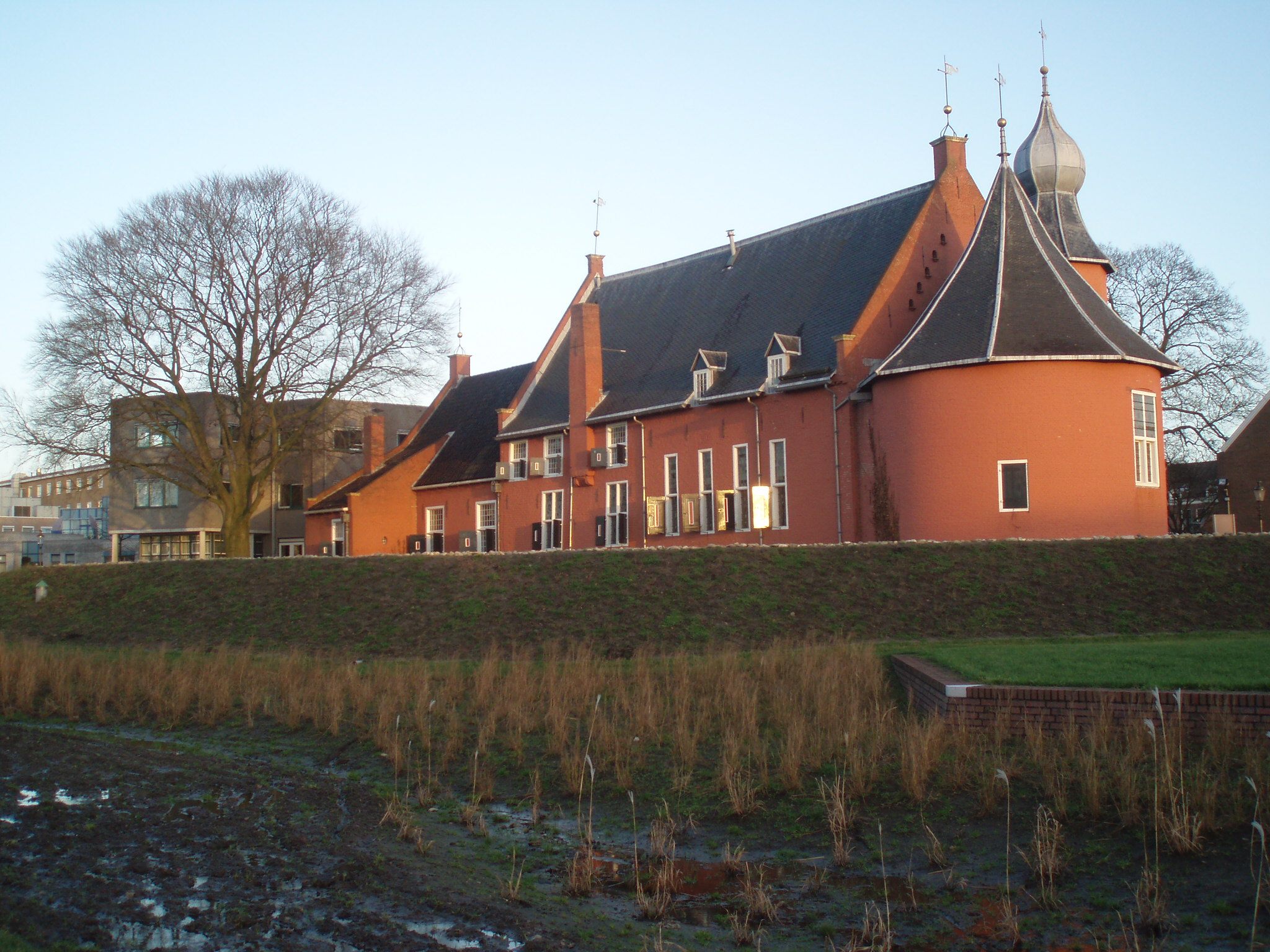
Вид ззаду 2008 року.
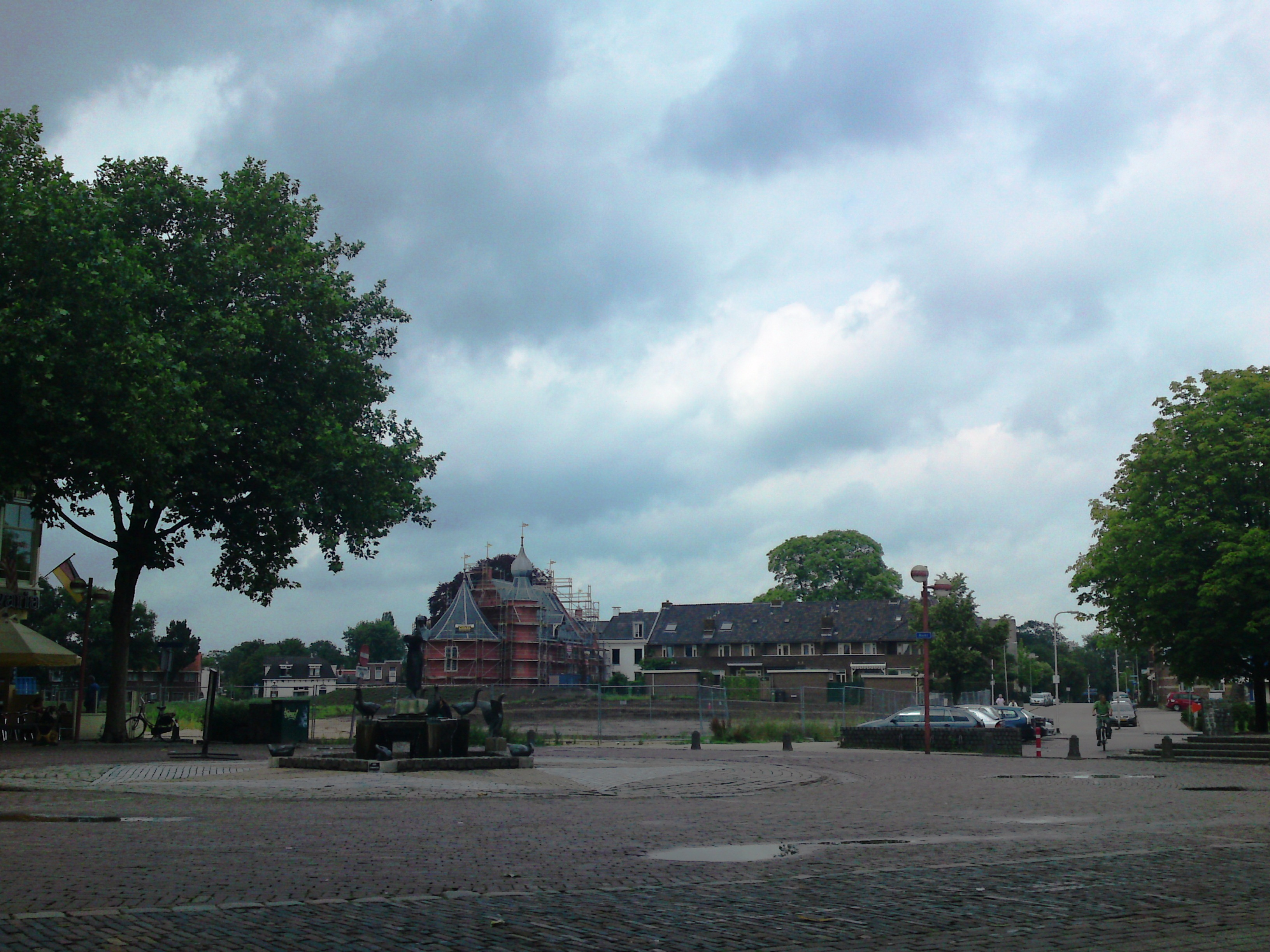
Вид з ринку.

## Цікаві факти
- Замок на прапорі Дренте символізує замок біля Кувордена.
- Це єдиний замок у Дренте.